# Вангел Дурмишов
Вангел Павлов Дурмишов е български революционер, деец на Вътрешната македоно-одринска революционна организация.

## Биография
Вангел Дурмишов е роден в 1878 година в битолското село Гявато, тогава в Османската империя. Присъединява се към ВМОРО. През лятото на 1903 година участва в Илинденско-Преображенското въстание с четата на Наум Бендев, с която се сражава при Доленци и при Гявато, което изгарят. След това се оттеглят към Смилево и участват в голямото сражение там. След изгарянето на Смилево се оттеглят в Боищката планина над Боище, където са четите на войводите Даме Груев и Борис Сарафов.
На 24 март 1943 година, като жител на Гявато, подава молба за народна пенсия. Молбата му е одобрена и отпусната от Министерския съвет на Царство България.